# Poolewe
Poolewe är en ort i Storbritannien.   Den ligger i kommunen Highland och riksdelen Skottland, i den nordvästra delen av landet, 800 km nordväst om huvudstaden London. Poolewe ligger 13 meter över havet och antalet invånare är 230.
Terrängen runt Poolewe är kuperad söderut, men norrut är den platt. Havet är nära Poolewe norrut. Runt Poolewe är det mycket glesbefolkat, med 2 invånare per kvadratkilometer. Närmaste större samhälle är Gairloch, 6,6 km sydväst om Poolewe. Trakten runt Poolewe består i huvudsak av gräsmarker.